# Чаупі-Орко
Невадо-Чаупі-Орко або просто Чаупі-Орко (кеч. Chawpi Urqu, ісп. Nevado Chaupi Orco) — гора в центральноандійському хребті Кордильєра-де-Аполобамба, на кордоні Болівії (департамент Ла-Пас, 75 % площі схилів гори) і Перу (регіон Пуно).
| Болівія | Це незавершена стаття з географії Болівії. Ви можете допомогти проєкту, виправивши або дописавши її. |

| Перу | Це незавершена стаття з географії Перу. Ви можете допомогти проєкту, виправивши або дописавши її. |